# Společné jmění
Společné jmění (SJ) vzniká uzavřením manželství nebo partnerství podle občanského zákoníku. Jde o specifickou formu spoluvlastnictví, která může vzniknout jen mezi manžely/partnery a která má vlastní úpravu odlišnou od obecného spoluvlastnictví.
V letech 1950–1964 se tento právní institut nazýval zákonné společenství majetkové, poté až do roku 1998 bezpodílové spoluvlastnictví manželů a až od roku 1998 jde o společné jmění manželů. Od roku 2025 mohou partneři, kteří uzavřeli partnerství podle občanského zákoníku, nyní požívat právo na společné jmění.

## Rozsah SJ

### Zákonný režim
V zákonném režimu patří do společného jmění manželů/partnerů majetek, který získá jeden nebo oba manželé/partneři po dobu trvání manželství/partnerství kromě následujících výjimek:
1. Věci, které slouží k osobní potřebě jednoho z manželů/partnerů – např. zubní kartáček, parfém, spodní prádlo apod.
2. Věc, kterou jeden z manželů/partnerů nabyl darem nebo děděním. O společné jmění by se jednalo pouze v případě, kdyby dárce nebo zůstavitel projevil výslovné přání, aby daná věc patřila oběma manželům/partnerům společně.
3. Vše, co jeden z manželů/partnerů nabyl jako náhradu nemajetkové újmy. Zejména se jedná o náhrady za bolestné, nemoci z povolání apod.
4. Vše, co jeden z manželů/partnerů nabude jednáním vztahujícím se k jeho výlučnému vlastnictví.
5. To, co jeden z manželů/partnerů nabyl náhradou za poškození, zničení nebo ztrátu svého výhradního vlastnictví.

Nová právní úprava určuje, že součástí společného jmění je i zisk, který plyne z majetku, který náleží do vlastnictví pouze jednomu z manželů/partnerů.
Součástí společného jmění jsou i dluhy vzniklé za trvání manželství/partnerství kromě následných výjimek:
- Dluhy vzniklé za trvání manželství/partnerství a týkající se majetku, který náleží pouze jednomu z manželů/partnerů
- Dluhy, které převzal jeden z manželů/partnerů bez souhlasu druhého manžela/partnera, a nejedná se o obstarávání každodenních nebo běžných potřeb rodiny.[5]

### Smluvený režim
Smluvený režim je založen smlouvou, která může být uzavřena před i během trvání manželství/partnerství. Upravují se v ní povinnosti a práva, týkající se společného jmění. Ujednání je třeba uzavřít formou veřejné listiny. Smluvený režim může mít následující podoby:
1. oddělení jmění,
2. jmění v režimu vyhrazujicím vznik společného jmění ke dni zániku manželství/partnerství nebo
3. rozšíření nebo zúžení rozsahu společného jmění v zákonném režimu.[6]

### Režim založený rozhodnutím soudu
Je zásah do zákonného režimu ze strany soudu. Soudní řízení se zahajuje na základě návrhu jednoho z manželů/partnerů. Soud rozhoduje o zúžení nebo zrušení společného jmění. Pro rozhodnutí soudu je hlavní důvod, který soud musí shledat za závažný. Za závažné důvody jsou vždy považovány:
- manželův/partnerův věřitel požaduje zajistit pohledávku majetkem nad rámec majetku tohoto manžela/partnera,
- manžela/partnera lze považovat za marnotratného a
- manžel/partner soustavně nebo opakovaně podstupuje nepřiměřená rizika.

Režim založený rozhodnutím soudu lze změnit smlouvou manželů/partnerů nebo rozhodnutím soudu, pokud závažné důvody pominuly. Zároveň nesmí rozhodnutí vyloučit schopnost manžela/partnera zabezpečovat rodinu a bere zřetel na práva třetí osoby.

## Správa SJ

### Správa SJ podle zákonného režimu
Majetek užívají a udržují oba manželé/partneři společně. Běžné záležitosti (nákupy, opravy) může vykonávat každý sám. Nejde-li o běžné záležitosti, např. využití majetku k podnikání, je potřeba souhlasu obou manželů/partnerů. Ze závazků patřících do společného jmění a právního jednání týkajících se společného jmění jsou oba oprávněni a povinni společně a nerozdílně.

### Správa SJ podle smluveného režimu
Smluvený režim ujednává, který manžel/partner bude spravovat společné jmění nebo jeho součást a jakým způsobem. Manžel/partner, který spravuje veškeré společné jmění smí právně jednat pouze se souhlasem druhého manžela/partnera
- při nakládání s celým společným jměním a
- při nakládání s obydlím v němž je rodinná domácnost.[9]

### Správa SJ podle režimu založeného rozhodnutím soudu
Soud na základě návrhu druhého manžela/partnera rozhodne, jakým způsobem bude společné jmění spravováno, pokud jeden z manželů/partnerů při správě společného jmění jedná proti zájmu druhého manžela/partnera, rodiny nebo rodinné domácnosti.

## Zánik SJ
Společné jmění zaniká:
- zánikem manželství/partnerství – rozvod, smrt nebo prohlášení za mrtvého,
- prohlášením konkurzu na jednoho z manželů/partnerů,[11]
- uložením trestu propadnutí majetku jednomu z manželů/partnerů.[12]

V případě zániku společného jmění se musí provést jeho písemné vypořádání, při kterém se vychází z toho, že podíly obou manželů/partnerů na zaniklém společného jmění jsou stejné. Pokud nedojde k dohodě, rozhodne o vypořádání na návrh jednoho z manželů/partnerů soud v civilním řízení (jde o tzv. iudicium duplex). Pokud by ani k tomuto vypořádání nedošlo, nastupuje po třech letech od zániku společného jmění právní fikce, že k vypořádání došlo. V takovém případě platí, že movité věci si bývalí manželé/partneři rozdělili podle toho, u kterého z nich se nacházejí, u ostatních movitých věcí, dluhů a u nemovitých věcí vzniká podílové spoluvlastnictví, přičemž jejich podíly jsou stejné.

## Bydlení manželů/partnerů
Manželé/partneři mají své obydlí tam, kde mají rodinnou domácnost. Právní termín obydlí znamená místo, kde osoby skutečně bydlí. Manželé/partneři se musí dohodnout na adrese rodinné domácnosti; pokud se dohodnou, mohou bydlet odděleně. Platí zásada, že pokud má jeden z manželů/partnerů výhradní právo bydlení v domě nebo bytě, vznikne uzavřením manželství/partnerství právo bydlet i druhému manželovi/partnerovi. Totéž platí i v případě nájemního práva. Platí zásada, že nájemní právo vzniká i v případě, kdy nájemní smlouva je uzavřena již za trvání manželství/partnerství.
Na zřeteli je ochrana rodiny, zákon ukládá zdržet se všeho a předejít všemu, co by mohlo bydlení rodiny znemožnit nebo ohrozit.

## Bydlení po zániku manželství/partnerství
Úprava bydlení po zániku manželství/partnerství:
1. smrt manžela/partnera – nájemcem bytu zůstává pozůstalý manžel/partner, pokud v tomto bytě/domě měli manželé/partneři rodinnou domácnost. Totéž platí, když jeden z manželů/partnerů opustí rodinnou domácnost s úmyslem nevrátit se.
2. rozvod manželství/partnerství – pokud se manželé/partneři nedohodnou a mají společné právo na bydlení, zrušení lze dosáhnout podáním návrhu o zrušení společného práva soudu. Na zřeteli je ochrana slabšího z manželů/partnerů a hlavně ochrana zájmu nezletilých dětí. Bude-li soud rozhodovat, který z manželů/partnerů má dům/byt opustit, měl by rozhodnout i o náhradním bydlení. Rozvedený manžel/partner, který má opustit byt/dům, má právo bydlení, dokud mu druhý manžel/partner nezajistí náhradní bydlení, pokud mu byla náhrada soudem přiznána. Ochranná doba je nejdéle na dobu jednoho roku.[15]